# Pascal Aho
Pascal Aho – beniński lekkoatleta, sprinter, uczestnik Letnich Igrzysk Olimpijskich 1980.
Podczas tych igrzysk wystąpił w dwóch konkurencjach: w biegu na 100 metrów oraz w biegu na 200 metrów. W tej pierwszej, Aho rozpoczął eliminacje w wyścigu nr 5. Wówczas (startując z toru nr 4) uzyskał czas 11,01, i zajął 5. miejsce, co nie dało mu awansu do biegów ćwierćfinałowych (w łącznej klasyfikacji pierwszej rundy zajął 47. miejsce na 65 startujących).
Trzy dni później zaś wystartował w eliminacjach biegu na 200 metrów. Rozpoczął eliminacje od występu w piątym wyścigu, gdzie startował z toru nr 3. Uzyskawszy czas 22,09, zajął 5. miejsce, jednak nie awansował do biegów ćwierćfinałowych (w łącznej klasyfikacji pierwszej rundy zajął 39. miejsce na 57 startujących).

## Rekordy życiowe
| Dystans    | Wynik (s) | Data |
| ---------- | --------- | ---- |
| 100 metrów | 10,4      | 1979 |
| 200 metrów | 21,45     | 1979 |